# Liste deutscher U-Boote (1935–1945)/U 1001–U 1250
Deutsche U-Boote (1935–1945):
U 1–U 250 | U 251–U 500 | U 501–U 750 | U 751–U 1000 | U 1001–U 1250 | U 1251–U 1500 | U 1501–U 4870

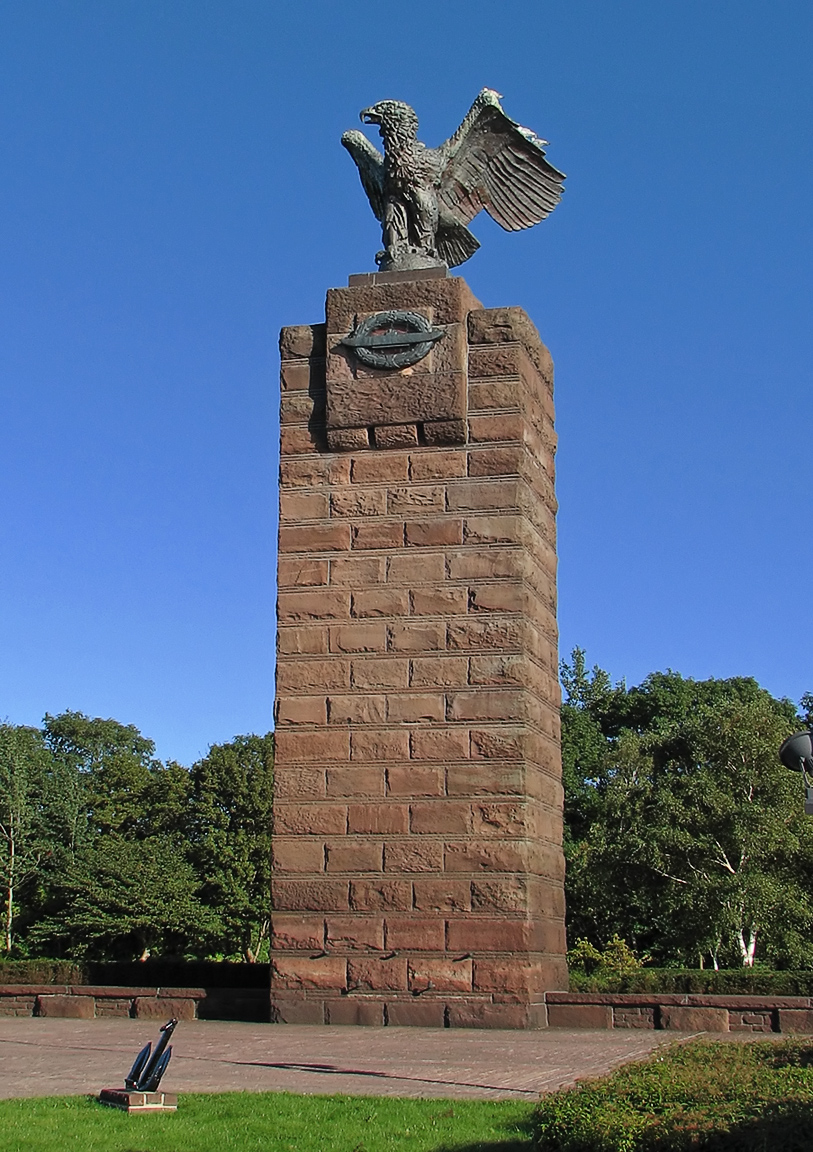
U-Boot-Ehrenmal Möltenort

Die Liste deutscher U-Boote (1935–1945)/U 1001–U 1250 verzeichnet die von der Kriegsmarine im Zweiten Weltkrieg eingesetzten U-Boote.

## Legende
Zum Schicksal der U-Boote (Stichdatum 8. Mai 1945):
- † = durch Feindeinwirkung zerstört
- ? = im Einsatz vermisst
- § = vom Feind aufgebracht, gekapert oder erbeutet
- × = Unfall oder selbst versenkt
- A = Außerdienststellung (verschrottet, abgewrackt oder einer anderen Verwendung zugeführt)

## U 1001–U 1050
| Schiff          | Klasse  | Indienststellung | Außerdienststellung |   | Bemerkung |
| --------------- | ------- | ---------------- | ------------------- | - | --- |
| U 1001          | VII C41 | 18. Nov. 1943    | 8. Apr. 1945        | † | 6 Feindfahrten; keine Erfolge. Südwestlich von Land’s End bei 49° 19′ N, 10° 23′ W von den britischen Fregatten HMS Fitzroy und HMS Byron mit Wasserbomben versenkt (45 Tote, Totalverlust) |
| U 1002          | VII C41 | 30. Nov. 1943    | 8. Mai 1945         | × | 1 Feindfahrt; keine Erfolge. In Bergen an die Royal Navy übergeben. Im Rahmen der Operation Deadlight bei 56° 10′ N, 10° 5′ W versenkt |
| U 1003          | VII C41 | 9. Dez. 1943     | 23. März 1945       | × | 1 Feindfahrt; keine Erfolge. Rammte am 20. März 1945 die kanadische Fregatte HMCS New Glasgow und wurde darauf im nördlichen Ärmelkanal bei 55° 25′ N, 6° 53′ W selbst versenkt (17 Tote, 31 Überlebende) |
| U 1004          | VII C41 | 16. Dez. 1943    | 8. Mai 1945         | § | 2 Feindfahrten; 1 Schiff mit 1313 BRT und 1 Kriegsschiff mit 980 t versenkt. In Bergen an die Royal Navy übergeben. Im Rahmen der Operation Deadlight bei 56° 10′ N, 10° 5′ W versenkt. |
| U 1005          | VII C41 | 30. Dez. 1943    | 8. Mai 1945         | § | 2 Feindfahrten; keine Erfolge. In Bergen an die Royal Navy übergeben. Im Rahmen der Operation Deadlight bei 55° 33′ N, 8° 27′ W gekentert und gesunken. |
| U 1006          | VII C41 | 11. Jan. 1944    | 16. Okt. 1944       | × | 1 Feindfahrt; keine Erfolge. Südöstlich der Färöer bei 60° 59′ N, 4° 49′ W nach Gefecht mit der kanadischen Fregatte HMCS Annan selbst versenkt (6 Tote, 44 Überlebende) |
| U 1007          | VII C41 | 18. Jan. 1944    | 2. Mai 1945         | × | 1 Feindfahrt; keine Erfolge. Nach Beschädigung durch vier britische Flugzeuge des Typs Hawker Typhoon nahe Lübeck bei 53° 54′ N, 11° 28′ O auf Strand gesetzt (2 Tote, Zahl der Überlebenden unbekannt) |
| U 1008          | VII C41 | 1. Feb. 1944     | 6. Mai 1945         | × | Keine Feindfahrten. Nördlich der Insel Hjelm bei 56° 14′ N, 10° 51′ O nach Angriff durch britische Flugzeuge des Typs B-24 Liberator selbst versenkt (44 Überlebende, keine Toten) |
| U 1009          | VII C41 | 10. Feb. 1944    | 10. Mai 1945        | § | 2 Feindfahrten; keine Erfolge. In Loch Eriboll, Schottland, an die Royal Navy übergeben. Im Rahmen der Operation Deadlight bei 55° 31′ N, 7° 24′ W versenkt |
| U 1010          | VII C41 | 22. Feb. 1944    | 14. Mai 1945        | § | 1 Feindfahrt; keine Erfolge. In Loch Eriboll, Schottland, an die Royal Navy übergeben. Im Rahmen der Operation Deadlight bei 55° 37′ N, 7° 49′ W versenkt |
| U 1011          | VII C41 |                  |                     |   | Am 23. März 1942 in Auftrag gegeben, Kiellegung 12. März 1943. Während des Baus auf der Werft Blohm & Voss am 25. Juli 1943 bei den Luftangriffen der Operation Gomorrha auf Hamburg beschädigt. Die Reparatur wurde am 22. Juli 1944 eingestellt                                                                       |
| U 1012          | VII C41 |                  |                     |   | Am 23. März 1942 in Auftrag gegeben, Kiellegung 11. März 1943. Während des Baus auf der Werft Blohm & Voss am 25. Juli 1943 bei den Luftangriffen der Operation Gomorrha auf Hamburg beschädigt. Die Reparatur wurde am 22. Juli 1944 eingestellt                                                                       |
| U 1013          | VII C41 | 2. März 1944     | 17. März 1944       | × | Keine Feindfahrten. Nach 15 Tagen Trainingseinsatz östlich von Rügen bei 54° 21′ N, 13° 58′ O mit U 286 kollidiert und gesunken (25 Tote, 26 Überlebende) |
| U 1014          | VII C41 | 14. März 1944    | 4. Feb. 1945        | † | 1 Feindfahrt; keine Erfolge. Kollidierte am 19. Mai 1944 mit U 1015. Am 4. Februar 1945 im Minch-Kanal bei 55° 17′ N, 6° 44′ W von den britischen Fregatten HMS Loch Scavaig, HMS Nyasaland, HMS Papua und HMS Loch Shin mit Wasserbomben versenkt (48 Tote, Totalverlust)                                              |
| U 1015          | VII C41 | 23. März 1944    | 19. Mai 1944        | × | Keine Feindfahrten. Westlich von Pillau bei 54° 25′ N, 19° 50′ O nach Kollision mit U 1014 gesunken (36 Tote, 14 Überlebende) |
| U 1016          | VII C41 | 4. Apr. 1944     | 5. Mai 1945         | × | Keine Feindfahrten. In der Lübecker Bucht selbst versenkt |
| U 1017          | VII C41 | 13. Apr. 1944    | 29. Apr. 1945       | † | 2 Feindfahrten; 2 Schiffe mit zusammen 10.604 BRT versenkt. Nordwestlich von Irland bei 56° 4′ N, 11° 6′ W von einem britischen Flugzeug des Typs B-24 Liberator mit Wasserbomben versenkt (34 Tote, Zahl der Überlebenden unbekannt)                                                                                   |
| U 1018          | VII C41 | 24. Apr. 1944    | 27. Feb. 1945       | † | 1 Feindfahrt; 1 Schiff mit 1317 BRT versenkt. Südlich von Penzance bei 49° 56′ N, 5° 20′ W von der britischen Fregatte HMS Loch Fada mit Wasserbomben versenkt (51 Tote, zwei Überlebende) |
| U 1019          | VII C41 | 4. Mai 1944      | 8. Mai 1945         | § | 1 Feindfahrt; keine Erfolge. In Trondheim an die Royal Navy übergeben. Im Rahmen der Operation Deadlight bei 55° 27′ N, 7° 56′ W versenkt |
| U 1020          | VII C41 | 17. Mai 1944     | 3. Jan. 1945        | ? | 1 Feindfahrt; keine Erfolge. Seit dem 31. Dezember 1944 nördlich der Hebriden verschollen (52 Tote, Totalverlust) |
| U 1021          | VII C41 | 25. Mai 1944     | 30. März 1945       | † | 1 Feindfahrt; keine Erfolge. Nahe Newquay auf eine Mine gelaufen (43 Tote, Totalverlust), Wrack 2006 gefunden |
| U 1022          | VII C41 | 7. Juni 1944     | 8. Mai 1945         | § | 1 Feindfahrt; 1 Schiff mit 1392 BRT und 1 Hilfskriegsschiff mit 328 BRT versenkt. In Bergen an die Royal Navy übergeben. Im Rahmen der Operation Deadlight auf der Position 55° 40′ N, 8° 15′ W versenkt |
| U 1023          | VII C41 | 15. Juni 1944    | 10. Mai 1945        | § | 1 Feindfahrt; 1 Kriegsschiff mit 335 t versenkt; 1 Schiff mit 7345 BRT beschädigt. In Weymouth an die Royal Navy übergeben. Im Rahmen der Operation Deadlight bei 55° 49′ N, 8° 24′ W versenkt. |
| U 1024          | VII C41 | 28. Juni 1944    | 12. Apr. 1945       | § | 1 Feindfahrt; 1 Schiff mit 7176 BRT versenkt; 1 Schiff mit 7200 BRT beschädigt. Südlich der Insel Man von den beiden britischen Fregatten HMS Loch Glendhu und HMS Loch More bei 53° 39′ N, 5° 3′ W aufgebracht (9 Tote, 37 Überlebende). Am 13. April 1945 beim Versuch das Boot in einen Hafen zu schleppen gesunken. |
| U 1025          | VII C41 | 12. Apr. 1945    | 30. Apr. 1945       | A | Keine Feindfahrten. Wegen defekter Batterien am 30. April außer Dienst gestellt. Bei der Flensburger Förde selbst versenkt, Wrack abgebrochen |
| U 1026          | VII C41 |                  |                     |   | Am 13. Juni 1942 in Auftrag gegeben, Kiellegung 3. Juni 1943, am 25. Mai 1944 zu Wasser gelassen. Im Mai 1945 selbst versenkt |
| U 1027          | VII C41 |                  |                     |   | Am 13. Juni 1942 in Auftrag gegeben, Kiellegung 17. Juni 1943, am 27. November 1944 zu Wasser gelassen. Im Mai 1945 selbst versenkt |
| U 1028          | VII C41 |                  |                     |   | Am 13. Juni 1942 in Auftrag gegeben, Kiellegung 17. Juni 1943, am 28. November 1944 zu Wasser gelassen. Im Mai 1945 selbst versenkt |
| U 1029 – U 1030 | VII C41 |                  |                     |   | Am 13. Juni 1942 in Auftrag gegeben, Kiellegung 28. Juni 1943, am 5. Juli 1944 zu Wasser gelassen. Im Mai 1945 selbst versenkt |
| U 1031 – U 1032 | VII C41 |                  |                     |   | Am 22. September 1942 in Auftrag gegeben, Kiellegung 12. Juli 1943. Bau am 30. September 1943 ausgesetzt und am 22. Juli 1944 abgebrochen |
| U 1033 – U 1042 | VII C41 |                  |                     |   | Am 22. September 1942 in Auftrag gegeben. Noch vor Kiellegung Bau am 30. September 1943 ausgesetzt und am 22. Juli 1944 abgebrochen |
| U 1033 – U 1050 | VII C41 |                  |                     |   | Am 2. Januar 1943 in Auftrag gegeben. Noch vor Kiellegung Bau am 30. September 1943 ausgesetzt und am 22. Juli 1944 abgebrochen |

## U 1051–U 1100
| Schiff          | Klasse  | Indienststellung | Außerdienststellung |   | Bemerkung |
| --------------- | ------- | ---------------- | ------------------- | - | --- |
| U 1051          | VII C   | 4. März 1944     | 26. Jan. 1945       | † | 1 Feindfahrt; 1 Schiff mit 1152 BRT und 1 Kriegsschiff mit 1300 t versenkt. Südlich der Insel Man bei 53° 39′ N, 5° 23′ W von den britischen Fregatten HMS Aylmer, HMS Calder, HMS Bentinck und HMS Manners mit Wasserbomben und durch Rammen versenkt (47 Tote, Totalverlust)                                                                 |
| U 1052          | VII C   | 20. Jan. 1944    | 8. Mai 1945         | A | Schulungsboot. In Bergen an die Royal Navy übergeben. Im Rahmen der Operation Deadlight bei 55° 50′ N, 10° 5′ W versenkt |
| U 1053          | VII C   | 12. Feb. 1944    | 15. Feb. 1945       | × | 2 Feindfahrten; keine Erfolge. Nahe Bergen bei Tauchübungen bei 60° 24′ N, 5° 13′ O gesunken (45 Tote, Totalverlust) |
| U 1054          | VII C   | 25. März 1944    | 16. Sep. 1944       | A | Keine Feindfahrten. Nach Kollision mit dem Hilfsschiff Tonne 1 in Kiel aufgelegt. Später den Briten übergeben und abgebrochen |
| U 1055          | VII C   | 8. Apr. 1944     | 23. Apr. 1945       | ? | 2 Feindfahrten; 4 Schiffe mit zusammen 19.413 BRT versenkt. Im Nordatlantik oder im Ärmelkanal verschollen (49 Tote, Totalverlust) |
| U 1056          | VII C   | 29. Apr. 1944    | 5. Mai 1945         | × | Keine Feindfahrten. In der Geltinger Bucht selbst versenkt, Wrack abgebrochen |
| U 1057          | VII C   | 20. Mai 1944     | 8. Mai 1945         | A | Am 10. Mai 1945 in Bergen aufgegeben und nach Loch Ryan, Schottland überführt. Wurde als S 81 bei der sowjetischen Marine in Dienst gestellt |
| U 1058          | VII C   | 10. Juni 1944    | 8. Mai 1945         | A | Am 10. Mai 1945 in Lough Eriboll, Nordirland der Royal Navy übergeben. Wurde als S 82 bei der sowjetischen Marine in Dienst gestellt |
| U 1059          | VII F   | 1. Mai 1943      | 19. März 1944       | † | Versorgungsboot. Sollte bei einem Einsatz Torpedos nach Penang liefern. Wurde auf dem Hinweg bei den Kapverden bei 13° 10′ N, 33° 44′ W von amerikanischen Flugzeugen der Typen Grumman TBF Avenger und Grumman F4F Wildcat mit Wasserbomben versenkt (47 Tote, acht Überlebende)                                                              |
| U 1060          | VII F   | 15. Mai 1943     | 27. Okt. 1944       | × | Versorgungsboot. Südlich von Bronnoysund bei 65° 24′ N, 11° 59′ O auf Grund gelaufen, nachdem es durch Raketen und Wasserbomben von britischen Flugzeugen der Typen Fairey Firefly, Fairey Barracuda und Handley Page Halifax und 2 tschechoslowakischen Flugzeugen des Typs Consolidated B-24 beschädigt worden war (12 Tote, 43 Überlebende) |
| U 1061          | VII F   | 25. Aug. 1943    | 8. Mai 1945         | A | Versorgungsboot. In Bergen an die Royal Navy übergeben. Nach Loch Ryan, Schottland, überführt und im Rahmen der Operation Deadlight bei 56° 10′ N, 10° 5′ W versenkt |
| U 1062          | VII F   | 19. Juni 1943    | 30. Sep. 1944       | † | Versorgungsboot. Sollte bei seinem ersten Einsatz Torpedos nach Penang liefern. Wurde auf dem Rückweg im Atlantik von dem US-amerikanischen Geleitzerstörer USS Fessenden mit Wasserbomben versenkt (55 Tote, Totalverlust) |
| U 1063          | VII C41 | 8. Juli 1944     | 15. Apr. 1945       | † | 1 Feindfahrt; keine Erfolge. Westlich von Land’s End bei 50° 8′ 54″ N, 3° 53′ 24″ W von der britischen Fregatte HMS Loch Killin mit Wasserbomben versenkt (29 Tote, 17 Überlebende) |
| U 1064          | VII C41 | 29. Juli 1944    | 8. Mai 1945         | A | 1 Feindfahrt; 1 Schiff mit 1564 BRT versenkt. In Trondheim (Norwegen) an die Royal Navy übergeben. Ab November 1945 als S 83 bei der sowjetischen Marine in Dienst |
| U 1065          | VII C41 | 23. Sep. 1944    | 9. Apr. 1945        | † | 1 Feindfahrt; keine Erfolge. Nordwestlich von Göteborg (Schweden) bei 57° 48′ N, 11° 26′ O von zehn britischen Flugzeugen des Typs De Havilland DH.98 Mosquito mit Luft-See-Raketen versenkt (45 Tote, Totalverlust) |
| U 1066 – U 1068 | VII C41 |                  |                     |   | Am 14. Oktober 1941 in Auftrag gegeben. Noch vor Kiellegung Bau am 30. September 1943 ausgesetzt und am 22. Juli 1944 abgebrochen |
| U 1069 – U 1080 | VII C42 |                  |                     |   | Am 16. Juli 1942 in Auftrag gegeben. Noch vor Kiellegung Bau am 30. September 1943 ausgesetzt und zugunsten der U-Boot-Klasse XXI abgebrochen |
| U 1081 – U 1092 | XVII G  |                  |                     |   | Am 4. Januar 1943 in Auftrag gegeben. Noch vor Kiellegung Bau am 30. September 1943 ausgesetzt und am 22. Juli 1944 abgebrochen |
| U 1093 – U 1100 | VII C42 |                  |                     |   | Am 17. April 1943 in Auftrag gegeben. Noch vor Kiellegung Bau am 30. September 1943 ausgesetzt |

## U 1101–U 1150
| Schiff          | Klasse  | Indienststellung | Außerdienststellung |   | Bemerkung |
| --------------- | ------- | ---------------- | ------------------- | - | --- |
| U 1101          | VII C41 | 10. Nov. 1943    | 5. Mai 1945         | × | Keine Feindfahrten. In der Geltinger Bucht selbst versenkt. Wrack gehoben und abgebrochen |
| U 1102          | VII C41 | 22. Feb. 1944    | 8. Mai 1945         | A | Schulungsboot. In Kiel an die Royal Navy übergeben. Im Rahmen der Operation Deadlight bei 56° 4′ N, 9° 35′ W versenkt |
| U 1103          | VII C41 | 8. Jan. 1944     | 8. Mai 1945         | A | Schulungsboot. In Kiel an die Royal Navy übergeben. Im Rahmen der Operation Deadlight bei 56° 3′ N, 10° 5′ W versenkt |
| U 1104          | VII C41 | 15. März 1944    | 8. Mai 1945         | A | 1 Feindfahrt; keine Erfolge. In Bergen an die Royal Navy übergeben. Im Rahmen der Operation Deadlight bei 56° 10′ N, 10° 5′ W versenkt |
| U 1105          | VII C41 | 3. Juni 1944     | 10. Mai 1945        | A | 1 Feindfahrt; 1 Kriegsschiff mit 1300 t versenkt. Genannt „Der schwarze Panther“ aufgrund seiner Gummiummantelung, um Sonar zu umgehen. In Loch Eriboll den Alliierten übergeben. Liegt heute bei 38° 8′ 9″ N, 76° 33′ 9″ W und wurde 1994 zum ersten historischen Schiffswrack von Maryland erklärt |
| U 1106          | VII C41 | 5. Juli 1944     | 29. März 1945       | † | 1 Feindfahrt; keine Erfolge. Nordöstlich der Färöer bei 61° 46′ N, 2° 16′ W von einem britischen Flugzeug vom Typ B-24 Liberator mit Wasserbomben versenkt (46 Tote, Totalverlust) |
| U 1107          | VII C41 | 8. Aug. 1944     | 30. Apr. 1945       | † | 1 Feindfahrt; 2 Schiffe mit zusammen 15209 BRT versenkt. In der Biskaya westlich von Brest (Frankreich) bei 48° 0′ N, 6° 30′ W von einem US-amerikanischen Flugzeug des Typs Consolidated PBY Catalina versenkt (37 Tote, Zahl der Überlebenden unbekannt)                                           |
| U 1108          | VII C41 | 18. Nov. 1944    | Mai 1949            | A | Keine Feindfahrten. In Horten (Norwegen) an die Royal Navy übergeben und als britisches Typ-N-Uboot zu Testzwecken genutzt. 1949 in Wales abgebrochen |
| U 1109          | VII C41 | 31. Aug. 1944    | 8. Mai 1945         | A | 1 Feindfahrt; keine Erfolge. In Horten an die Royal Navy übergeben. Im Rahmen der Operation Deadlight bei 55° 49′ N, 8° 31′ W versenkt |
| U 1110          | VII C41 | 24. Sep. 1944    | 8. Mai 1945         | A | Keine Feindfahrten. In Wilhelmshaven an die Royal Navy übergeben. Im Rahmen der Operation Deadlight bei 55° 45′ N, 8° 19′ W versenkt |
| U 1111 – U 1114 | VII C41 |                  |                     |   | Am 22. September 1942 in Auftrag gegeben. Noch vor Kiellegung Bau am 30. September 1943 ausgesetzt und am 22. Juli 1944 abgebrochen |
| U 1115 – U 1120 | VII C42 |                  |                     |   | Am 17. April 1943 in Auftrag gegeben. Noch vor Kiellegung Bau am 30. September 1943 ausgesetzt und am 6. November 1943 abgebrochen |
| U 1121 – U 1130 |         |                  |                     |   | Bauauftrag nicht vergeben |
| U 1131          | VII C   | 20. Mai 1944     | 1. Apr. 1945        | × | Keine Feindfahrten. In Hamburg-Finkenwerder nach Beschädigung durch britische Bomber selbst versenkt |
| U 1132          | VII C   | 24. Juni 1944    | 4. Mai 1945         | × | Keine Feindfahrten. In der Kupfermühlenbucht selbst versenkt und später abgebrochen |
| U 1133          | VII C41 |                  |                     |   | Am 2. Januar 1943 in Auftrag gegeben, Kiellegung 27. April 1943. Bau am 30. September 1943 ausgesetzt und am 22. Juli 1944 abgebrochen |
| U 1134          | VII C41 |                  |                     |   | Am 2. Januar 1943 in Auftrag gegeben, Kiellegung 30. April 1943. Bau am 30. September 1943 ausgesetzt und am 22. Juli 1944 abgebrochen |
| U 1135 – U 1136 | VII C41 |                  |                     |   | Am 2. Januar 1943 in Auftrag gegeben, Kiellegung 24. Januar 1943. Bau am 30. September 1943 ausgesetzt und am 22. Juli 1944 abgebrochen |
| U 1137 – U 1140 | VII C41 |                  |                     |   | Am 2. Januar 1943 in Auftrag gegeben. Noch vor Kiellegung Bau am 30. September 1943 ausgesetzt und am 22. Juli 1944 abgebrochen |
| U 1141 – U 1146 | VII C41 |                  |                     |   | Am 22. Februar 1943 in Auftrag gegeben. Noch vor Kiellegung Bau am 30. September 1943 abgebrochen |
| U 1147 – U 1150 | VII C42 |                  |                     |   | Am 17. April 1943 in Auftrag gegeben. Noch vor Kiellegung Bau am 6. November 1943 abgebrochen |

## U 1151–U 1200
| Schiff          | Klasse  | Indienststellung | Außerdienststellung |   | Bemerkung |
| --------------- | ------- | ---------------- | ------------------- | - | --- |
| U 1151 – U 1152 | VII C42 |                  |                     |   | Am 17. April 1943 in Auftrag gegeben. Noch vor Kiellegung Bau am 6. November 1943 abgebrochen |
| U 1153 – U 1154 | VII C41 |                  |                     |   | Am 6. Juli 1943 in Auftrag gegeben. Noch vor Kiellegung Bau am 6. November 1943 abgebrochen |
| U 1155 – U 1160 |         |                  |                     |   | Bauauftrag nicht vergeben |
| U 1161          | VII C   | 25. Aug. 1943    | 4. Mai 1945         | × | Schulungsboot. An Italien übergeben und dort als S 8 in Dienst. Nach der italienischen Kapitulation Rückführung als U 1161. In der Kupfermühlenbucht selbst versenkt, Wrack abgebrochen                                                                                                |
| U 1162          | VII C   | 15. Sep. 1943    | 5. Mai 1945         | × | Schulungsboot. An Italien übergeben und dort als S 10 in Dienst. Nach der italienischen Kapitulation Rückführung als U 1162. In der Geltinger Bucht selbst versenkt und abgebrochen |
| U 1163          | VII C41 | 6. Okt. 1943     | 8. Mai 1945         | A | 4 Feindfahrten; 1 Schiff mit 433 BRT versenkt. In Kristiansund an die Royal Navy übergeben. Im Rahmen der Operation Deadlight bei 55° 50′ N, 10° 5′ W versenkt |
| U 1164          | VII C41 | 27. Okt. 1943    | 24. Juli 1944       | A | Nach Beschädigung durch britischen Luftangriff in Kiel festgemacht und abgebrochen |
| U 1165          | VII C41 | 17. Nov. 1943    | 8. Mai 1945         | A | 4 Feindfahrten; 1 Kriegsschiff mit 39 t versenkt. In Narvik an die Royal Navy ausgeliefert. Im Rahmen der Operation Deadlight bei 55° 44′ N, 8° 40′ W versenkt |
| U 1166          | VII C41 | 8. Dez. 1943     | 28. Aug. 1944       | × | Keine Feindfahrten. Durch eine Torpedoexplosion am 28. Juli 1944 in Eckernförde beschädigt (keine Toten). Am 28. August in Kiel festgemacht. Im Mai 1945 in Dock 2 der Deutschen Werke selbst versenkt                                                                                 |
| U 1167          | VII C41 | 29. Dez. 1943    | 30. März 1945       | × | Schulungsboot. Nach Beschädigung durch britische Bomber in Hamburg-Finkenwerder versenkt (1 Toter, Zahl der Überlebenden unbekannt) |
| U 1168          | VII C41 | 19. Jan. 1944    | 4. Mai 1945         | × | Keine Feindfahrten. In der Geltinger Bucht bei 54° 48′ N, 9° 48′ O auf Grund gelaufen und selbst versenkt |
| U 1169          | VII C41 | 9. Feb. 1944     | 29. März 1945       | † | 1 Feindfahrt; keine Erfolge. Südlich von Lizard Point bei 49° 58′ N, 5° 25′ W von der britischen Fregatte HMS Duckworth mit Wasserbomben versenkt (49 Tote, Totalverlust) |
| U 1170          | VII C41 | 1. März 1944     | 3. Mai 1945         | × | Keine Feindfahrten. In Travemünde selbst versenkt, Wrack abgebrochen |
| U 1171          | VII C41 | 22. März 1944    | 1949                | A | Keine Feindfahrten. Am 8. Mai 1945 in Stavanger an die Royal Navy ausgeliefert. Anschließend als N 19 im Dienst der Royal Navy. Im April 1949 in Sunderland (England) abgebrochen |
| U 1172          | VII C41 | 20. Apr. 1944    | 27. Jan. 1945       | † | 1 Feindfahrt; 1 Schiff mit 1599 BRT und 1 Kriegsschiff mit 11.400 t versenkt; 1 Schiff mit 7429 BRT beschädigt. Im St. George’s Channel bei 52° 24′ N, 5° 24′ W von den drei britischen Fregatten HMS Tyler, HMS Keats und HMS Bligh mit Wasserbomben versenkt (52 Tote, Totalverlust) |
| U 1173          | VII C41 |                  |                     |   | Am 16. Juli 1942 in Auftrag gegeben, Kiellegung 22. Mai 1943, am 18. Dezember 1943 zu Wasser gelassen. Bau am 18. Dezember 1943 ausgesetzt, Bau nicht vollendet |
| U 1174          | VII C41 |                  |                     |   | Am 16. Juli 1942 in Auftrag gegeben, Kiellegung 25. Juni 1943, am 21. Oktober 1943 zu Wasser gelassen. Bau am 21. Oktober 1943 ausgesetzt, Bau nicht vollendet |
| U 1175          | VII C41 |                  |                     |   | Am 16. Juli 1942 in Auftrag gegeben, Kiellegung 2. Juli 1943, am 28. Oktober 1943 zu Wasser gelassen. Bau am 28. Oktober 1943 ausgesetzt und am 23. September 1944 abgebrochen |
| U 1176          | VII C41 |                  |                     |   | Am 16. Juli 1942 in Auftrag gegeben, Kiellegung 29. Juli 1943, am 6. November 1943 zu Wasser gelassen. Bau am 6. November 1943 ausgesetzt und am 23. September 1944 abgebrochen |
| U 1177          | VII C41 |                  |                     |   | Am 22. September 1942 in Auftrag gegeben, Kiellegung 7. August 1943. Bau am 6. November 1943 ausgesetzt und am 22. Juli 1944 abgebrochen |
| U 1178          | VII C41 |                  |                     |   | Am 22. September 1942 in Auftrag gegeben, Kiellegung 9. September 1943. Bau am 6. November 1943 ausgesetzt und am 22. Juli 1944 abgebrochen |
| U 1179          | VII C41 |                  |                     |   | Am 22. September 1942 in Auftrag gegeben, Kiellegung 22. September 1943. Bau am 6. November 1943 ausgesetzt und am 22. Juli 1944 abgebrochen |
| U 1180 – U 1182 | VII C41 |                  |                     |   | Am 22. September 1942 in Auftrag gegeben. Noch vor Kiellegung Bau am 30. September 1943 ausgesetzt und am 22. Juli 1944 abgebrochen |
| U 1183 – U 1188 | VII C41 |                  |                     |   | Am 13. Januar 1943 in Auftrag gegeben. Noch vor Kiellegung Bau am 30. September 1943 ausgesetzt und am 22. Juli 1944 abgebrochen |
| U 1189 – U 1190 | VII C41 |                  |                     |   | Am 22. März 1943 in Auftrag gegeben. Bau noch vor Beginn am 30. September 1943 ausgesetzt und am 22. Juli 1944 abgebrochen |
| U 1191          | VII C   | 9. Sep. 1943     | 25. Juni 1944       | ? | 1 Feindfahrt; keine Erfolge. Seit dem 12. Juni 1944 im Ärmelkanal verschollen (50 Tote, Totalverlust) |
| U 1192          | VII C   | 23. Sep. 1943    | 5. Mai 1945         | × | 1 Feindfahrt; keine Erfolge. In Kiel selbst versenkt, Wrack gehoben und abgebrochen |
| U 1193          | VII C   | 7. Okt. 1943     | 5. Mai 1945         | × | 1 Feindfahrt; keine Erfolge. In der Geltinger Bucht selbst versenkt, Wrack gehoben und abgebrochen |
| U 1194          | VII C   | 21. Okt. 1943    | 8. Mai 1945         | A | Schulungsboot. In Wilhelmshaven an die Royal Navy ausgeliefert. Im Rahmen der Operation Deadlight bei 55° 59′ N, 9° 55′ W versenkt |
| U 1195          | VII C   | 6. Feb. 1943     | 7. Apr. 1945        | † | 1 Feindfahrt; 2 Schiffe mit zusammen 18.616 BRT versenkt. Im Ärmelkanal bei 50° 33′ 17″ N, 0° 56′ 9″ W von dem britischen Zerstörer HMS Watchman mit Wasserbomben versenkt (32 Tote, 18 Überlebende). Bergungsversuch im selben Monat fehlgeschlagen                                   |
| U 1196          | VII C   | 18. Nov. 1943    | 3. Mai 1945         | × | Schulungsboot. Im August 1944 durch eine Torpedoexplosion beschädigt und mehrere in Reparatur. In Travemünde selbst versenkt. Später gehoben und abgebrochen. |
| U 1197          | VII C   | 2. Dez. 1943     | 25. Apr. 1945       | × | Schulungsboot. In Bremen durch einen Luftangriff beschädigt, von britischen Soldaten in Wesermünde erobert. 1946 von der US Navy in der Nordsee versenkt |
| U 1198          | VII C   | 9. Dez. 1943     | 8. Mai 1945         | A | Keine Feindfahrten. In Wilhelmshaven an die Royal Navy übergeben. Im Rahmen der Operation Deadlight bei 56° 14′ N, 10° 37′ W versenkt |
| U 1199          | VII C   | 23. Dez. 1943    | 21. Jan. 1945       | † | 2 Feindfahrten; 1 Schiff mit 7176 BRT versenkt. In der Nähe der Scilly-Inseln bei 49° 57′ N, 5° 42′ W von dem britischen Zerstörer Icarus und der britischen Korvette Mignonette mit Wasserbomben versenkt (48 Tote, ein Überlebender)                                                 |
| U 1200          | VII C   | 5. Jan. 1944     | 11. Nov. 1944       | † | 1 Feindfahrt; keine Erfolge. Südlich von Irland bei 50° 24′ N, 9° 10′ W von den britischen Korvetten HMS Pevensey Castle, HMS Launceston Castle, HMS Portchester Castle und HMS Kenilworth Castle mit Wasserbomben versenkt (53 Tote, Totalverlust)                                    |

## U 1201–U 1250
| Schiff          | Klasse  | Indienststellung | Außerdienststellung |   | Bemerkung |
| --------------- | ------- | ---------------- | ------------------- | - | --- |
| U 1201          | VII C   | 13. Jan. 1944    | 3. Mai 1945         | × | Schulungsboot. In Hamburg, nach Beschädigung am 11. März durch einen Bomberangriff, selbst versenkt, Wrack abgebrochen |
| U 1202          | VII C   | 27. Jan. 1944    | 1. Juni 1961        | A | 2 Feindfahrten; 1 Schiff mit 7176 BRT versenkt. Am 10. Mai 1945 in Bergen (Norwegen) an die Royal Navy ausgeliefert. Diente 1951–1961 als KNM Kinn in der norwegischen Marine. 1963 in Hamburg abgebrochen |
| U 1203          | VII C   | 10. Feb. 1944    | 8. Mai 1945         | A | 1 Feindfahrt; 1 Hilfskriegsschiff mit 580 BRT versenkt. In Trondheim (Norwegen) an die Royal Navy ausgeliefert. Im Rahmen der Operation Deadlight bei 55° 50′ N, 10° 5′ W versenkt |
| U 1204          | VII C   | 17. Feb. 1944    | 5. Mai 1945         | × | Schulungsboot. In der Geltinger Bucht selbst versenkt. Später gehoben und abgebrochen |
| U 1205          | VII C   | 2. März 1944     | 3. Mai 1945         | × | Keine Feindfahrten. In Kiel selbst versenkt. Später gehoben und abgebrochen |
| U 1206          | VII C   | 16. März 1944    | 14. Apr. 1945       | × | 1 Feindfahrt; keine Versenkungen. Nahe Peterhead (Schottland) bei 57° 21′ N, 1° 39′ W bei einem Tauchunfall gesunken (vier Tote, 46 Überlebende). Das Wrack wurde in den 1970er Jahren beim Bau einer Pipeline in 70 Metern Tiefe wiederentdeckt                                                              |
| U 1207          | VII C   | 23. März 1944    | 5. Mai 1945         | × | Versuchsboot. In der Geltinger Bucht selbst versenkt. Wrack gehoben und abgebrochen |
| U 1208          | VII C   | 6. Apr. 1944     | 27. Feb. 1945       | † | 1 Feindfahrt; 1 Schiff mit 1644 BRT versenkt. Südöstlich der Scilly-Inseln (England) bei 49° 51′ 58″ N, 6° 6′ 57″ W von den britischen Fregatten HMS Duckworth und HMS Rowley mit Wasserbomben versenkt (49 Tote, Totalverlust)                                                                               |
| U 1209          | VII C   | 13. Apr. 1944    | 18. Dez. 1944       | × | 1 Feindfahrt; keine Versenkungen. Nach Kollision mit Wolf Rock in der Nähe der Scilly-Inseln (England) bei 49° 57′ N, 5° 47′ W selbst versenkt (neun Tote, 44 Überlebende) |
| U 1210          | VII C   | 22. Apr. 1944    | 3. Mai 1945         | † | Keine Feindfahrten. Nahe Eckernförde bei 54° 28′ N, 9° 54′ O von US-Bombern versenkt (ein Toter) |
| U 1211 – U 1214 | VII C41 |                  |                     |   | Noch vor Kiellegung Bau am 6. November 1943 ausgesetzt und am 22. Juli 1944 abgebrochen |
| U 1215 – U 1220 | VII C42 |                  |                     |   | Bau am 30. September 1943 abgebrochen |
| U 1221          | IX C40  | 11. Aug. 1943    | 3. Apr. 1945        | † | 1 Feindfahrt; keine Versenkungen. Bei der Kieler Boje A 7 von einem US-Flugzeug mit Bomben versenkt (sieben Tote, elf Überlebende) |
| U 1222          | IX C40  | 1. Sep. 1943     | 11. Juli 1944       | † | 1 Feindfahrt; keine Versenkungen. Westlich von La Rochelle bei 46° 31′ N, 5° 29′ W von einem britischen Flugboot des Typs S.25 Sunderland mit Wasserbomben versenkt (56 Tote, Totalverlust) |
| U 1223          | IX C40  | 6. Okt. 1943     | 14. Apr. 1945       | A | 1 Feindfahrt; 1 Kriegsschiff mit 1370 t versenkt; 1 Schiff mit 7134 BRT beschädigt. Außer Dienst gestellt und am 5. Mai 1945 westlich von Wesermünde bei 53° 32′ N, 8° 35′ O selbst versenkt |
| U 1224          | IX C40  | 20. Okt. 1943    | 13. Mai 1944        | † | Keine Feindfahrten. Diente ab 15. Februar 1944 als RO-501 in der japanischen Marine. Nordwestlich der Kapverden bei 18° 8′ N, 33° 13′ W von dem US-amerikanischen Geleitzerstörer USS Francis M. Robinson mit Wasserbomben versenkt                                                                           |
| U 1225          | IX C40  | 10. Nov. 1943    | 24. Juni 1944       | † | 1 Feindfahrt; keine Versenkungen. Nordwestlich von Bergen bei 63° 0′ N, 0° 50′ W von einem kanadischen Flugboot des Typs PBY Catalina mit Wasserbomben versenkt (56 Tote, Totalverlust) |
| U 1226          | IX C40  | 24. Nov. 1943    | 28. Okt. 1944       | ? | 1 Feindfahrt; keine Versenkungen. Seit dem 23. Oktober 1944 im Atlantik verschollen, möglicherweise Schnorcheldefekt (56 Tote, Totalverlust) |
| U 1227          | IX C40  | 8. Dez. 1943     | 10. Apr. 1945       | A | 1 Feindfahrt; 1 Kriegsschiff mit 1370 t versenkt. Nach Beschädigung durch einen Bombenangriff auf den Kieler Hafen am 10. April 1945 außer Dienst gestellt. Am 3. Mai 1945 selbst versenkt. Später gehoben und abgebrochen                                                                                    |
| U 1228          | IX C40  | 22. Dez. 1943    | 17. Mai 1945        | × | 2 Feindfahrten; 1 Kriegsschiff mit 900 t versenkt. In Portsmouth, New Hampshire an die US Navy übergeben. 1946 vor der Ostküste selbst versenkt |
| U 1229          | IX C40  | 13. Jan. 1944    | 20. Aug. 1944       | † | 1 Feindfahrt; keine Versenkungen. Bei dem Versuch, einen deutschen Agenten in die Vereinigten Staaten zu schmuggeln, im Nordatlantik südöstlich von Neufundland bei 42° 20′ N, 51° 39′ W von Flugzeugen der Typen TBF Avenger und F4F Wildcat mit Raketen und Wasserbomben versenkt (18 Tote, 41 Überlebende) |
| U 1230          | IX C40  | 26. Jan. 1944    | 8. Mai 1945         | × | 1 Feindfahrt; 1 Schiff mit 5458 BRT versenkt. Schmuggelte am 29. November 1944 zwei deutsche Agenten in die USA. In Wilhelmshaven an die Royal Navy ausgeliefert. Im Rahmen der Operation Deadlight bei 55° 50′ N, 10° 5′ W versenkt                                                                          |
| U 1231          | IX C40  | 9. Feb. 1944     | 1960                | A | 2 Feindfahrten; keine Versenkungen. In Lough Foyle (Nordirland) übergeben. Wurde in der Sowjetunion als N 25 in Dienst gestellt und 1960 abgebrochen |
| U 1232          | IX C40  | 8. März 1944     | 27. Apr. 1945       | × | 1 Feindfahrt; 4 Schiffe mit zusammen 24.531 BRT versenkt; 1 Schiff mit 2.373 BRT beschädigt. In Wesermünde außer Dienst gestellt. Auf dem Weg nach Loch Ryan, Schottland bei 54° 11′ 20″ N, 7° 25′ 0″ O untergegangen.                                                                                        |
| U 1233          | IX C40  | 22. März 1944    | 8. Mai 1945         | A | 1 Feindfahrt; keine Versenkungen. In Bergen an die Royal Navy ausgeliefert. Im Rahmen der Operation Deadlight bei 55° 51′ N, 8° 54′ W versenkt |
| U 1234          | IX C40  | 19. Apr. 1944    | 5. Mai 1945         | × | Keine Feindfahrten. Am 14. Mai 1944 nach Kollision gesunken (13 Tote und 43 Überlebende) und erst am 17. Oktober wieder in Dienst gestellt. Am 5. Mai 1945 im Höruper Haff selbst versenkt, Wrack abgebrochen.                                                                                                |
| U 1235          | IX C40  | 17. Mai 1944     | 15. Apr. 1945       | † | 1 Feindfahrt; keine Versenkungen. Im Nordatlantik bei 42° 54′ N, 30° 25′ W von den US-amerikanischen Geleitzerstörern USS Stanton und USS Frost mit Wasserbomben versenkt (57 Tote, Totalverlust) |
| U 1236          | IX C40  |                  |                     |   | Am 14. Oktober 1941 in Auftrag gegeben, Kiellegung 7. Juni 1943, am 7. Februar 1944 zu Wasser gelassen. Bau 23. September 1944 ausgesetzt, am 3. Mai 1945 in Hamburg selbst versenkt. Im Juni oder August 1945 gehoben und abgebrochen                                                                        |
| U 1237          | IX C40  |                  |                     |   | Am 14. Oktober 1941 in Auftrag gegeben, Kiellegung 22. Juni 1943, am 22. Februar 1944 zu Wasser gelassen |
| U 1238          | IX C40  |                  |                     |   | Am 14. Oktober 1941 in Auftrag gegeben, Kiellegung 6. Juli 1943, am 16. März 1944 zu Wasser gelassen |
| U 1239          | IX C40  |                  |                     |   | Am 2. April 1942 in Auftrag gegeben, Kiellegung 20. Juli 1943 |
| U 1240          | IX C40  |                  |                     |   | Am 2. April 1942 in Auftrag gegeben, Kiellegung 21. August 1943 |
| U 1241          | IX C40  |                  |                     |   | Am 2. April 1942 in Auftrag gegeben, Kiellegung 29. September 1943 |
| U 1242          | IX C40  |                  |                     |   | Am 2. April 1942 in Auftrag gegeben, Kiellegung Oktober 1943 |
| U 1243 – U 1244 | IX C40  |                  |                     |   | Am 2. April 1942 in Auftrag gegeben. Noch vor Kiellegung Bau am 23. September 1943 abgebrochen |
| U 1245 – U 1250 | IX C40  |                  |                     |   | Am 23. Mai 1942 in Auftrag gegeben. Noch vor Kiellegung Bau am 30. September 1943 ausgesetzt und am 22. Juli 1944 abgebrochen |

## Nächste U-Boot-Serie
- Liste deutscher U-Boote (1935–1945)/U 1251–U 1500